# Juan Figallo
Juan Guillermo Figallo (Salta, 25 marzo 1988) è un ex rugbista a 15 argentino che giocava nel ruolo di pilone. In carriera ha vestito per 33 volte la maglia dell'Argentina con cui ha partecipato a tre edizioni della Coppa del Mondo di rugby.

## Biografia
Figallo militò nelle giovanile del Salta, club della sua città natale, del quale suo padre Guillermo fu giocatore e dirigente. Nel 2009 si trasferì in Francia nel Montpellier, squadra con cui raggiunse la finale, giocata da titolare, del Top 14 nella stagione 2010-2011. Nel febbraio 2013 subì un grave infortunio alle vertebre cervicali a cui se ne aggiunse, nell'ottobre dello stesso anno, un altro rimediato durante il The Rugby Championship 2013, torneo al quale aveva partecipato dopo il recupero. Questo duplice incidente, non solo gli fece saltare tutta la stagione 2013-2014 del campionato francese, ma lo obbligò anche a mettere fine al suo contratto con Montpellier, valido ancora per due anni, a causa del divieto, ricevuto dalla LNR, di scendere in campo sul suolo francese vista la serietà degli infortuni subiti. Per questo motivo, nel maggio 2014, firmò un contratto con i Saracens; la possibilità di giocare in Inghilterra derivò dalle minori restrizioni poste dalla R.F.U. riguardo agli infortuni al collo. Nella sua prima annata in terra inglese si aggiudicò sia l'English Premiership 2014-2015 sia la Coppa Anglo-Gallese. Le successivi quattro stagioni trascorse nella squadra britannica furono ricche di successi: oltre a tre ulteriori vittorie del campionato nelle stagioni 2015-16, 2017-18 e 2018-19, conquistò per tre volte l'European Rugby Champions Cup nelle annate 2015-16, 2016-17 e 2018-19. Nel novembre 2020, a più di un anno di distanza dall'ultimo incontro giocato nel club, annunciò il suo ritiro dal rugby a soli 32 anni a causa dei postumi di un infortunio subito in nazionale.
Figallo rappresentò la nazionale under-20 argentina durante il Campionato mondiale giovanile di rugby 2008. La sua prima apparizione internazionale con l'Argentina avvenne nel giugno 2010 in un incontro con la Francia durante il tour estivo dei transalpini; nel novembre dello stesso anno giocò anche nei test-matches autunnali. Nonostante le sole quattro presenze con i Pumas, fu convocato per la Coppa del Mondo di rugby 2011, torneo nel quale scese in campo come titolare in tutte le partite disputate dall'Argentina. Nel 2012 prese parte a tutto il The Rugby Championship e al tour europeo di novembre. L'infortunio al collo subito prima dell'ultima giornata del The Rugby Championship 2013 lo tenne a lungo assente anche dalla nazionale. Ritornato in tempo per partecipare alla preparazione della Coppa del Mondo di rugby 2015, si infortunò al ginocchio durante gli allenamenti e, di conseguenza, non fu convocato per il torneo mondiale. Grazie ad un veloce recupero, riuscì, però, a presenziare alla competizione in sostituzione dell'infortunato Nahuel Tetaz Chaparro, giocando sia la semifinale con l'Australia che la finale per il terzo posto contro il Sudafrica. Le nuove politiche di convocazione dei giocatori, varate dalla federazione argentina in occasione dell'entrata dei Jaguares nel Super Rugby, lo esclusero dalla nazionale, fino a quando, nel 2018, il nuovo selezionatore Mario Ledesma chiese un'eccezione per richiamarlo per disputare il The Rugby Championship. Dopo due soli incontri, una lesione del legamento crociato posteriore, subita nella prima giornata di English Premiership, pose fine al suo torneo. Ritornò nella selezione argentina dopo un anno in occasione del The Rugby Championship 2019, dove giocò come titolare tutti gli incontri. Due giorni dopo essere sceso in campo in un incontro preparatorio contro il Sudafrica, fu annunciata la sua inclusione nei convocati per la Coppa del Mondo di rugby 2019. Nel corso del torneo iridato disputò tre incontri della fase a gironi; un infortunio alla testa subito nell'ultimo contro l'Inghilterra lo costrinse, a distanza di un anno, al ritiro dall'attività professionistica.

## Palmarès
- Premiership: 4
Saracens: 2014-15, 2015-16, 2017-18, 2018-19
- Coppe Anglo-Gallesi: 1
Saracens: 2014-15
- Champions Cup: 3
Saracens: 2015-16, 2016-17, 2018-19